# وينديل ليرا
وينديل ليرا (بالبرتغالية: Wendell Lira‏) هو لاعب كرة قدم برازيلي في مركز الهجوم، ولد في 7 يناير 1989 في غويانيا في البرازيل. شارك مع منتخب البرازيل تحت 20 سنة لكرة القدم. أما مع النوادي، فقد لعب مع نادي أنابولينا ونادي اتلتيكو سوروكابا ونادي تومبينس ونادي غوياس ونادي فورتاليزا ونادي فيلا نوفا.

## وصلات خارجية
- وينديل ليرا على موقع قاعدة بيانات كرة القدم.إي يو (الإنجليزية)
- وينديل ليرا على موقع Soccerway.com (الإنجليزية)
- وينديل ليرا على موقع عالم كرة القدم.نت (الإنجليزية)